# Neugernsdorf
Neugernsdorf ist ein Ortsteil der Gemeinde Langenwetzendorf im Landkreis Greiz in Thüringen.

## Geschichte
Die vermutlich deutsche Ortsgründung mit ihrer typischen Gewanneflur wurde 1413 erstmals erwähnt. Bis 1918 gehörte der Ort zum Fürstentum Reuß ältere Linie. Bis zum Jahr 1996 war Neugernsdorf Mitglied der Verwaltungsgemeinschaft Neumühle/Elster.
In der Nähe von Neugernsdorf wurde über mehrere Jahrhunderte grüner und violetter Schiefer gebrochen, der vorwiegend für die typische vogtländische Dachdeckung verwendet wurde. In weiteren Steinbrüchen der Umgebung nutzte man die kambrischen Schiefer für andere Architekturteile, wie Fenster- und Türgewände.
Am 31. Dezember 2013 wurde Neugernsdorf nach Langenwetzendorf eingemeindet, und die Verwaltungsgemeinschaft Leubatal wurde gleichzeitig aufgelöst.

### Einwohnerentwicklung
Entwicklung der Einwohnerzahl (ab 1994: Stand jeweils 31. Dezember):
| - 1910: 226 - 1933: 242 - 1939: 243 - 1994: 185 - 1995: 184 - 1996: 186 | - 1997: 179 - 1998: 181 - 1999: 180 - 2000: 170 - 2001: 171 - 2002: 173 | - 2003: 169 - 2004: 169 - 2005: 161 - 2006: 165 - 2007: 168 - 2008: 162 | - 2009: 158 - 2010: 161 - 2011: 161 - 2012: 161 - 2018: 148 |

 Datenquelle ab 1994: Thüringer Landesamt für Statistik

## Politik
Letzter Bürgermeister von Neugernsdorf war der parteilose Wilfried Geyer.

## Persönlichkeiten
Die Vorsitzende des MDR-Verwaltungsrats, Birgit Diezel (2002–2009 Finanzministerin, 2009–2014 Landtagspräsidentin in Erfurt), wuchs in Neugernsdorf auf.